# 西里尔·斯泰尔斯
西里尔·斯泰尔斯（英語：Cyril Stiles，1904年10月10日—1985年3月5日），新西兰男子赛艇运动员。他曾代表新西兰参加1932年夏季奥林匹克运动会赛艇比赛，搭档兰吉·汤普森获得男子双人单桨无舵手银牌。